# Dicranota acuminata
Dicranota acuminata är en tvåvingeart som beskrevs av Mendl 1972. Dicranota acuminata ingår i släktet Dicranota och familjen hårögonharkrankar.
Artens utbredningsområde är Italien. Inga underarter finns listade i Catalogue of Life.